# ワリコーアルファ
ワリコーアルファはみずほ銀行が発行する預金保護法対応型割引金融債券。正式名称は、「割引みずほ銀行債券保護預り専用」である。

## 概要
2007年3月27日をもって販売を終了した。販売終了後は償還日が過ぎた物は契約によっては定期預金に振り替えられる事となっている。
保護預り専用型の債券であり、利息もワリコーに比べると低い設定となっているが、その代わりに預金保険の対象となっているのが特徴である。
類似した商品としては、あおぞら銀行のあおぞらスーパーがある。